# Galeopsis
Canapetta (nome scientifico Galeopsis L., 1753) è un genere di piante Spermatofite Dicotiledoni appartenenti alla famiglia delle Lamiaceae dall'aspetto di piccole erbacee perenni o annuali dai tipici fiori a forma labiata.

## Etimologia
Linneo nel 1753 nel creare il nome generico di queste piante ha pensato indubbiamente alla forma di “elmo” del labbro superiore della corolla. Galeopsis è un antico nome greco/latino (derivato da "galea" = casco) già usato da Gaio Plinio Secondo (Como, 23 – Stabiae, 25 agosto 79]), scrittore, ammiraglio e naturalista romano, per qualche pianta simile alle ortiche.
Il nome scientifico del genere è stato definito da Linneo (1707 – 1778), conosciuto anche come Carl von Linné, biologo e scrittore svedese considerato il padre della moderna classificazione scientifica degli organismi viventi, nella pubblicazione "Species Plantarum - 2: 579" del 1753.

## Descrizione

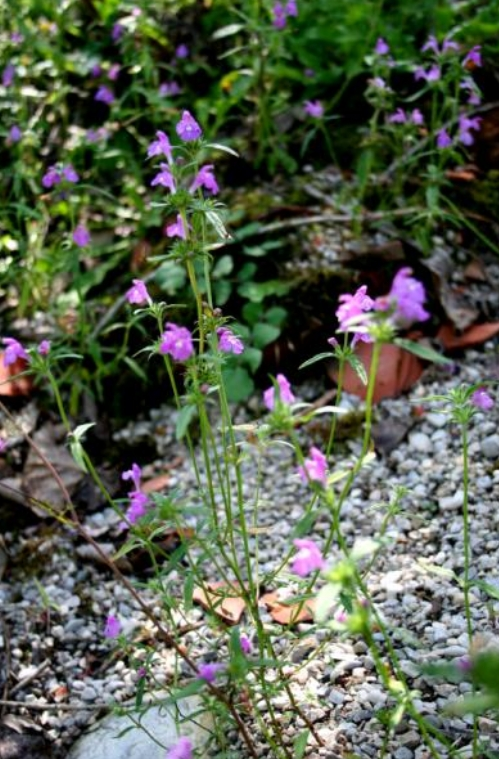
Il portamento
Galeopsis angustifolia

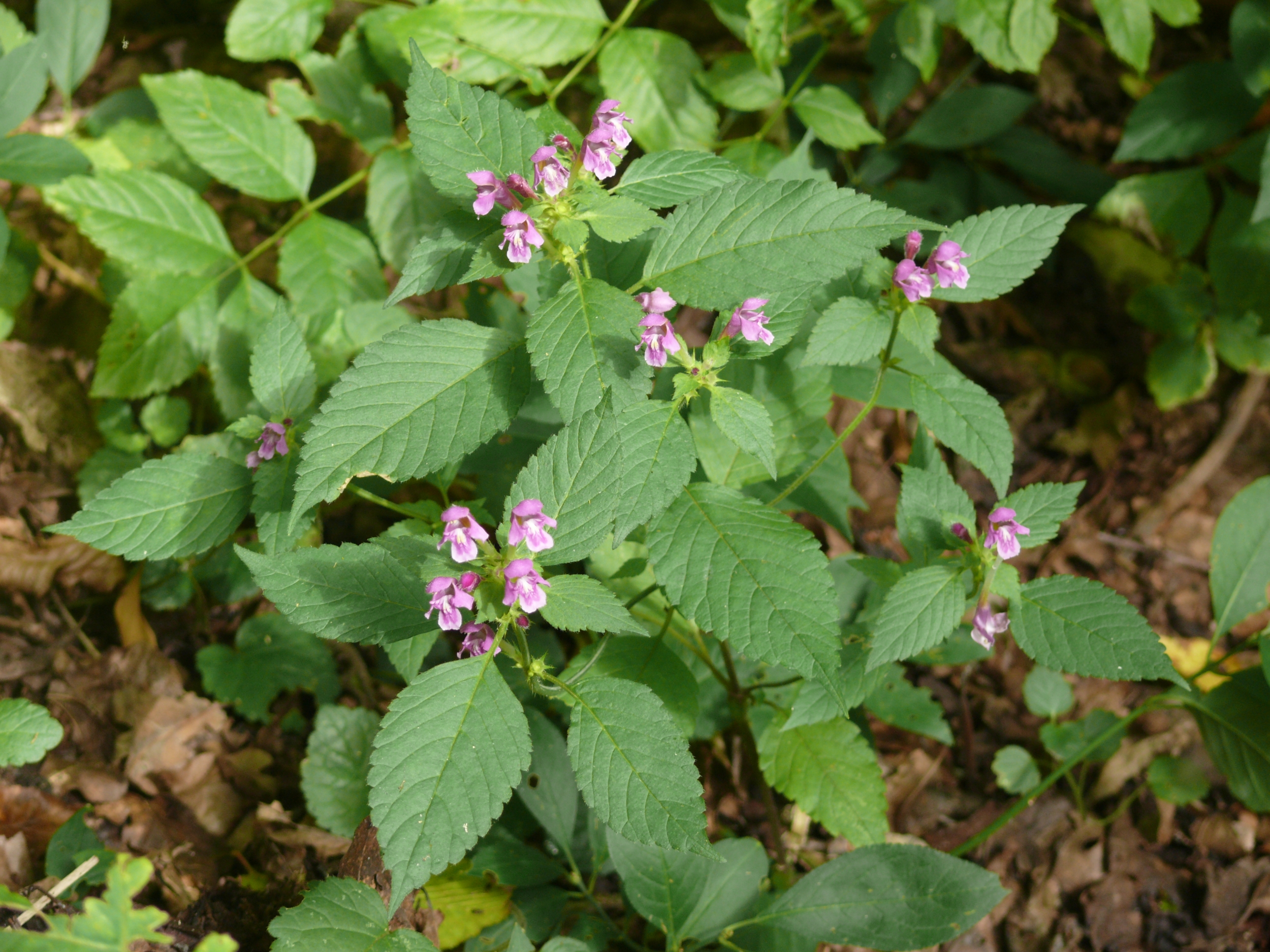
Le foglie
Galeopsis pubescens

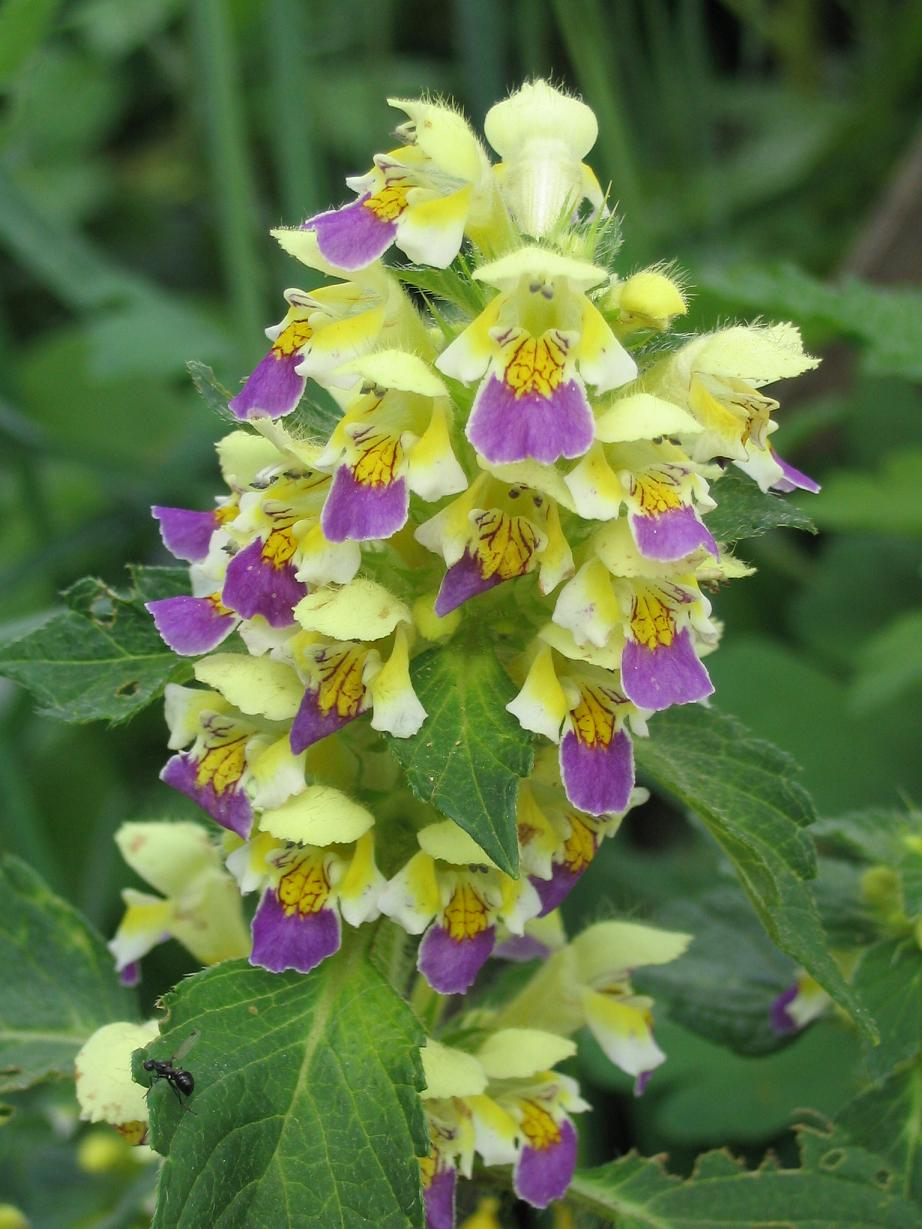
Infiorescenza
Galeopsis speciosa

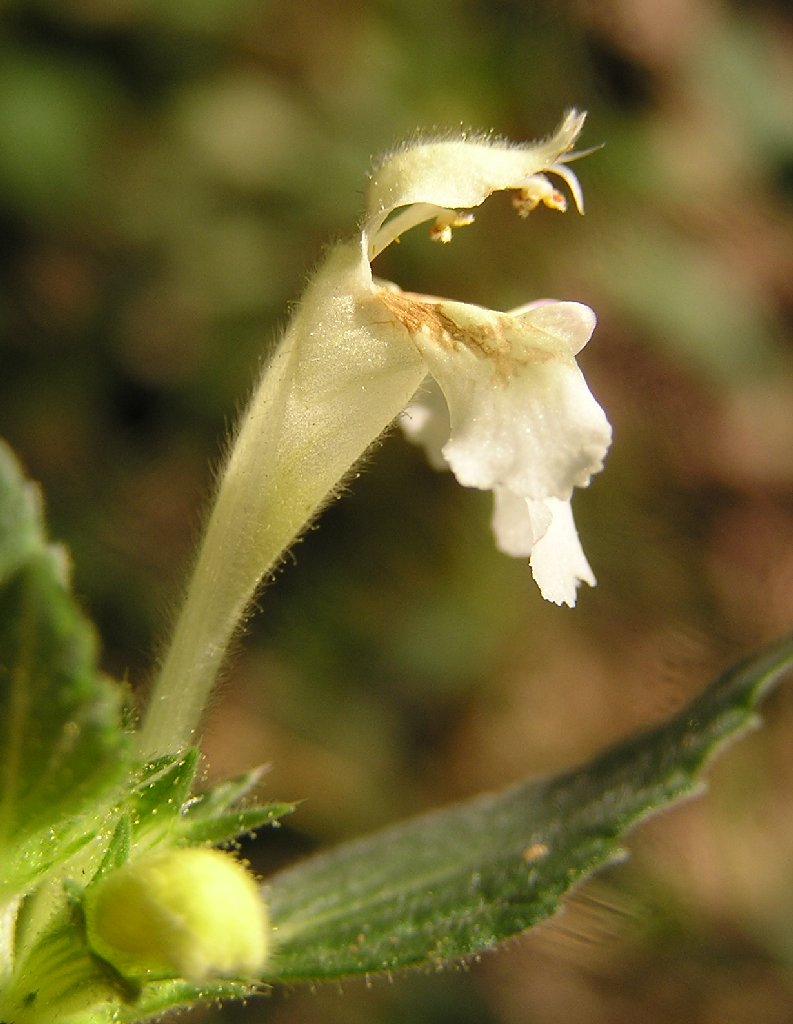
I fiori
Galeopsis segetum

Le specie si questo genere possono raggiungere i 100 cm di altezza. La forma biologica è prevalentemente terofita scaposa (T scap), ossia in generale sono piante erbacee che differiscono dalle altre forme biologiche poiché, essendo annuali, superano la stagione avversa sotto forma di seme e sono munite di asse fiorale eretto e spesso privo di foglie. La pubescenza di queste piante è molto variabile: possono essere semplicemente pelose, ma anche glabre, oppure con peli ispidi (rigidi) e anche glandulosi.

### Radici
Le radici normalmente sono del tipo a fittone.

### Fusto
La parte aerea del fusto è eretta, ascendente; nella parte alta è ramosa. La sezione del fusto è tetragona a causa della presenza di fasci di collenchima posti nei quattro vertici, mentre le quattro facce sono concave. Ai nodi il fusto è (oppure no) ingrossato (per accumulo di acqua) e spesso ricoperto da setole patenti o da brevi peli ghiandolari. In alcune specie la pubescenza è distribuita sulle facce opposte alternativamente.

### Foglie
Le foglie sono picciolate e lungo il caule hanno una disposizione opposta, ossia sono inserite a due a due a livello dei nodi. Le forme variano da lineari a lanceolate o ovato-lanceolate con base allargata e apice acuminato; i margini sono interi o dentati. La superficie può essere pubescente. 

### Infiorescenza
L'infiorescenza è tirsoide del tipo verticillata: i fiori (a 6 fino a 30) sono disposti nei verticilli delle ascelle fogliari. Alla base dell'infiorescenza sono presenti a volte delle piccole brattee spinescenti.

### Fiore
I fiori sono ermafroditi, zigomorfi (il calice è più o meno attinomorfo), tetraciclici (con i quattro verticilli fondamentali delle Angiosperme: calice– corolla – androceo – gineceo) e pentameri (calice e corolla sono formati da cinque elementi).
- Formula fiorale. Per questa specie la formula fiorale della famiglia è la seguente:[8][10]

X, K (5), [C (2+3), A 2+2], G (2), supero, drupa (4 nucole)
- Calice: il calice è gamosepalo a forma tubolare - campanulata con 5 denti lineari acuti, spinescenti o lesiniformi.
- Corolla: la corolla e gamopetala e zigomorfa; può essere colorata di giallo, rosso, bianco o rosa; la forma è quella tipica delle “labiate” con struttura 1/3, ossia le fauci terminano con due labbra: quella superiore è simile ad un piccolo elmo spesso peloso; quella inferiore è trilobata: i due lobi laterali sono un po' penduli e più piccoli, mentre quello centrale, più grande intero e quadrato oppure bifido, è diviso in due parti da una specie di carenatura e a volte presenta delle screziature a vari colori.
- Androceo: l'androceo possiede quattro stami didinami e non troppo sporgenti dalla corolla e posizionati sotto il labbro superiore. I filamenti sono adnati alla corolla e leggermente pubescenti alla base. Le antere sono biloculari. Le teche sono più o meno distinte. La deiscenza è longitudinale per due valve. I granuli pollinici sono del tipo tricolpato o esacolpato.
- Gineceo: l'ovario (tetraloculare) è supero formato da 2 carpelli saldati (ovario bicarpellare). Lo stilo, inserito alla base dell'ovario (stilo ginobasico), ha lo stigma bifido.

### Frutti
Il frutto (di tipo schizocarpo) è formato da quattro tetracheni sub – sferici (nucule)  inseriti nella parte bassa del calice. La forma è arrotondata all'apice, la superficie è glabra.

## Riproduzione
- Impollinazione: l'impollinazione avviene tramite insetti (impollinazione entomogama) mediante ditteri, imenotteri, e lepidotteri (meno frequentemente).[7]
- Riproduzione: la fecondazione avviene fondamentalmente tramite l'impollinazione dei fiori (vedi sopra).
- Dispersione: i semi cadendo a terra sono dispersi soprattutto da insetti tipo formiche (disseminazione mirmecoria).

## Distribuzione e habitat
Sono piante proprie delle zone temperate dell'Europa e dell'Africa settentrionale, ma alcune si sono naturalizzate anche nelle Americhe. Quindi sono diffuse in tutto il Mondo, ma sempre nelle zone temperate. Il centro di maggiore diversità è in Europa. L'habitat tipico è quello aperto e disturbato delle rive dei laghi.
Tutte le specie spontanee della flora italiana vivono sull'arco alpino. La tabella seguente evidenzia alcuni dati relativi all'habitat, al substrato e alla distribuzione delle specie alpine.
| Specie | Comunità vegetali | Piani vegetazionali         | Substrato | pH     | Livello trofico | H2O   | Ambiente       | Zona alpina               |
| --- | ----------------- | --------------------------- | --------- | ------ | --------------- | ----- | -------------- | ------------------------- |
| Galeopsis angustifolia | 3                 | subalpino montano collinare | Ca        | basico | basso           | secco | B2 B5 C1 C3    | BG BS                     |
| Galeopsis bifida | 5                 | subalpino montano collinare | Si        | acido  | alto            | medio | B3 B6          | BG VI BZUD                |
| Galeopsis ladanum | 3                 | subalpino montano           | Ca - Si   | neutro | basso           | secco | C3             | Tutto l'arco alpino       |
| Galeopsis pubescens | 5                 | montano collinare           | Ca - Si   | neutro | alto            | medio | B3 B6          | Tutto l'arco alpino       |
| Galeopsis reuteri | 3                 | montano collinare           | Ca        | basico | basso           | secco | C3             | CN                        |
| Galeopsis segetum | 3                 | montano collinare           | Si        | acido  | medio           | medio | B1 B2 C3       | BG BS                     |
| Galeopsis speciosa | 2                 | montano collinare           | Ca - Si   | neutro | alto            | umido | B1 B6 G4       | Alpi centrali e orientali |
| Galeopsis tetrahit | 11                | subalpino montano collinare | Ca - Si   | neutro | alto            | medio | B1 B2 B6 B7 C3 | Tutto l'arco alpino       |
| Legenda e note alla tabella. Substrato con “Ca/Si” si intendono rocce di carattere intermedio (calcari silicei e simili); vengono prese in considerazione solo le zone alpine del territorio italiano (sono indicate le sigle delle province). Comunità vegetali: 2 = comunità terofitiche pioniere nitrofile: 3 = comunità delle fessure, delle rupi e dei ghiaioni; 5 = comunità perenni nitrofile; 11 = comunità delle macro- e megaforbie terrestri. Ambienti: B1 = campi, colture e incolti; B2 = ambienti ruderali, scarpate; B3 = siepi e margini dei boschi; B5 = rive, vicinanze corsi d'acqua; B6 = tagli rasi forestali, schiarite, strade forestali; B7 = parchi, giardini, terreni sportivi; C1 = ambienti sabbiosi, affioramenti rocciosi; C2 = rupi, muri e ripari sotto roccia; C3 = ghiaioni, morene e pietraie; G4 = arbusteti e margini dei boschi. |                   |                             |           |        |                 |       |                |                           |

## Tassonomia
La famiglia di appartenenza del genere (Lamiaceae), molto numerosa con circa 250 generi e quasi 7000 specie, ha il principale centro di differenziazione nel bacino del Mediterraneo e sono piante per lo più xerofile (in Brasile sono presenti anche specie arboree). Per la presenza di sostanze aromatiche, molte specie di questa famiglia sono usate in cucina come condimento, in profumeria, liquoreria e farmacia. Il genere Galeopsis si compone di qualche decina di specie, otto delle quali vivono in Italia.
Tradizionalmente la posizione di questo genere  era così classificata:
- Famiglia: "Lamiaceae" definita dal botanico inglese John Lindley (1799-1865) nel 1836.

- Tribù: "Galeopsideae"  definita da Roberto de Visiani (1800–1878) nel 1847.

- Sottotribù:  "Galeopsidinae" definita dal botanico e politico belga Barthélemy Charles Joseph Dumortier (1797-1878) nel 1822.

- Genere: Galeopsis denominata da Carl von Linné (1753)

Posizione che è stata rivista con gli ultimi studi sul DNA. Attualmente il genere Galeopsis non è stato assegnato a nessuna tribù e nell'ambito della sottofamiglia Lamioideae ricopre la posizione di "incertae sedis". Le specie di questa sottofamiglia sono caratterizzata dallo stilo di tipo ginobasico e dal polline 3-colpato con 2 celle. Nelle classificazioni più vecchie la famiglia è chiamata Labiatae.
Il numero cromosomico delle specie del genere  Galeopsis è: 2n = 16, (30) e 32.

### Filogenesi

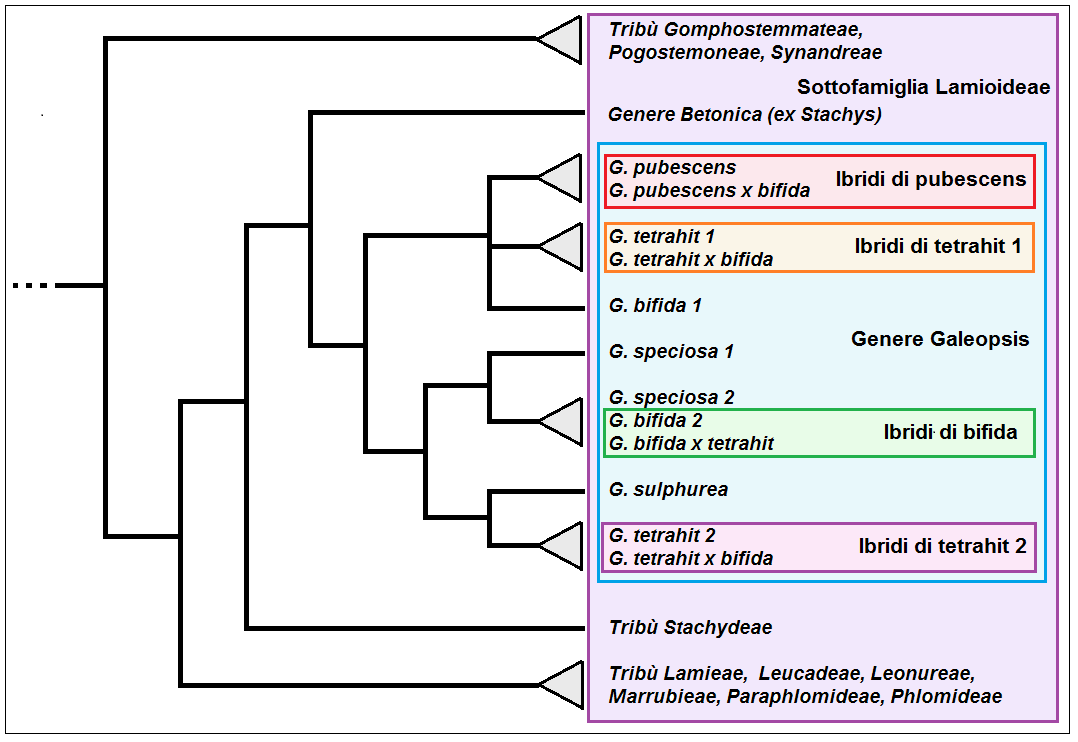
Cladogramma del genere

Il genere Galeopsis nell'ambito della sottofamiglia Lamioideae occupa una posizione centrale. In particolare i due suoi sottogeneri (Galeopsis Rchb. e Ladanum Rchb.) formano un clade ben sostenuto (il genere è fortemente monofiletico), e per il momento rimangono posizionati "esternamente" alle tribù (della sottofamiglia) come "gruppo fratello" della tribù Stachydeae insieme ad alcune specie del genere Stachys (qui chiamate Betonica) che in base alle ultime ricerche filogenetiche di tipo cladistico sembrano acquistare una certa autonomia. Due sinapomorfie morfologiche sono presenti in questo gruppo: (1) la presenza di due protuberanze coniche vicino alla base del labbro anteriore della corolla, e (2) antere la cui deiscenza è per due valvole, di cui la superiore è fimbriata.
La struttura interna del genere è complicata dalla presenza di specie allopoliploidi derivate da ibridi rincrociati più volte. Ad esempio in riferimento alle specie del territorio italiano G. tetrahit e G. bifida sono derivate dagli ibridi di G. speciosa e G. pubescens. Alcune recenti ricerche hanno cercato di comprendere le complicate relazioni tra le varie specie. Il cladogramma a lato, tratto dagli studi citati e semplificato, mostra la attuale posizione del genere nella sottofamiglia Lamioideae e alcune relazioni interspecifiche.

## Specie spontanee della flora italiana
Per meglio comprendere ed individuare le varie specie del genere (solamente per le specie della flora spontanea italiana) l'elenco che segue utilizza in parte il sistema delle chiavi analitiche.
- Gruppo 1A : i fusti non presentano nessun ingrossamento ai nodi fogliari; i peli lungo il fusto sono normalmente molli;
  - Gruppo 2A : la corolla è colorata di giallo, ed è lunga dai 20 ai 30 mm; il calice è ricoperto da peli sericeo – tomentosi;
    - Galeopsis segetum Necker – Canapetta campestre: questa specie in Italia è considerata avventizia e la si può trovare nei campi, sui ghiaioni e ruderi. Eventualmente è presente solamente nelle Alpi Orientali fino a 1500 m s.l.m..

  - Gruppo 2B : la corolla è colorata di rosa, ed è lunga dai 10 ai 20 mm; il calice può essere subglabro ma anche pubescente;
    - Gruppo 3A : la sezione del fusto è quadrangolare; il fusto non è pruinoso e comunque è pubescente;
      - Galeopsis angustifolia Ehrh. – Canapetta a foglie strette:  le foglie sono lineari (poco lanceolate) e molto strette (il rapporto tra lunghezza e larghezza è 1/8); il margine è intero o con 1 – 4 piccoli denti per lato.
      - Galeopsis ladanum Necker – Canapetta violacea: le foglie hanno la forma ovato – lanceolata e sono da 2 a 4 volte più lunghe che larghe; il margine delle foglie presentano da 3 a 8 denti grossolani per ciascun lato.

    - Gruppo 3B : la sezione del fusto è subcilindrica; il fusto è pruinoso e glabro (eventualmente è pubescente nella zona alta);
      - Galeopsis reuteri Rchb. fil. – Canapetta di Reuter: questa specie è caratterizzata dall'avere una cerosità glauca nei nodi del fusto. Si trova solo nelle Alpi Marittime fino a 1600 m s.l.m., ma raramente.
- Gruppo 1B : sotto i nodi fogliari del fusto è presente un ingrossamento contenente acqua; i peli del fusto sono rigidi e a disposizione patente;
  - Gruppo 4A : la corolla è lunga dai 25 ai 35 mm;
    - Galeopsis speciosa Miller – Canapetta screziata: la corolla è bianco – gialla con una vistosa macchia violacea sul labbro inferiore dalla forma quadrangolare. Si trova al nord e al centro dell'Italia soprattutto nelle radure dei boschi fino a 1600 m s.l.m.. Per l'Italia è considerata specie rara.

  - Gruppo 4B : la corolla è meno lunga (10 – 25 mm);
    - Gruppo 5A : la corolla è lunga dai 18 ai 25 mm, e può essere fino a 3 volte più lunga del calice; il fusto è pubescente su tutte e 4 le facce;
      - Galeopsis pubescens Besser – Canapetta pubescente: questa specie si presenta densamente pubescente di peli appressati; la corolla è di colore rosso cupo con le fauci gialle. Si trova al nord fino a 1200 m s.l.m.. Anche questa specie è considerata abbastanza rara.

    - Gruppo 5B : la corolla è molto piccola (meno di 20 mm); il calice generalmente è lungo la metà della corolla; il fusto è pubescente solamente su due delle 4 facce in modo alternato;
      - Galeopsis tetrahit L. – Canapetta comune, Canapetta selvatica: il labbro inferiore della corolla è intero. Del genere Galeopsis  è la specie più comune e si trova su quasi tutto l'Italia dal piano fino 2000 m s.l.m..
      - Galeopsis bifida Boenn. – Canapetta bifida: il labbro inferiore della corolla è retuso o bifido; l'infiorescenza si presenta con peli ghiandolari. Si trova solo al nord fino 1500 m s.l.m..

## Usi
Al genere appartengono piante di modesto valore se viste nell'ottica di ricavare qualche utilità economica – commerciale.  Per lo più sono considerate, specialmente per l'agricoltura, delle piante infestanti; e non sono bene accette anche in mezzo alla flora pascolativa e quindi da estirpare (i cavalli rifiutano queste piante).

### Farmacia
Nel campo farmacologico hanno un certo interesse in quanto contengono delle sostanze utilizzate contro alcune malattie respiratorie. Queste sostanze sono: saponine, acido silicico e tannini.